# 刑法典

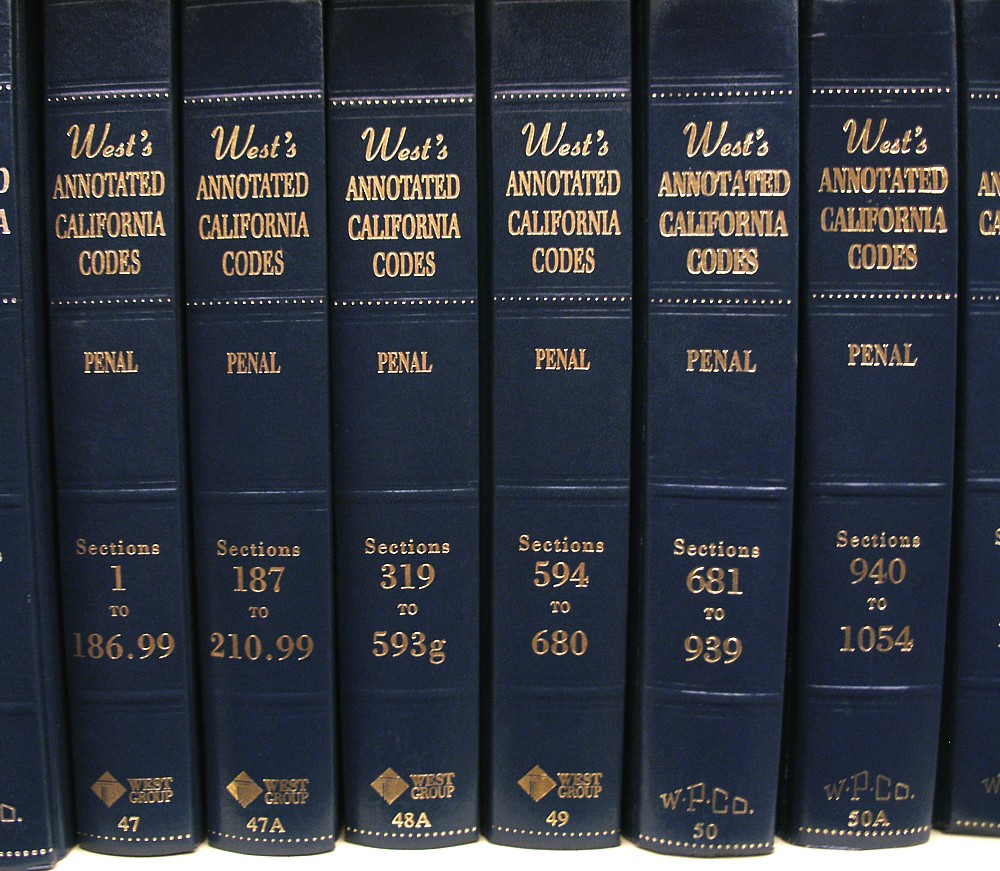
刑法典

刑法典（英語：criminal code）是汇编特定司法管辖范围中全部或主要刑法的法典。通常，刑法典包含管辖范围内承认的犯罪行为、对这些犯罪行为可能施加的处罚以及一些一般性规定（例如追溯起诉的定义和禁止）。